# 凝皓教育挑戰盃
凝皓教育挑戰盃（英語：Defining Education Challenge Cup）是於2025年5月30日於香港掃桿埔香港大球場舉行的表演賽，由凝皓教育冠名贊助，賽事獲大型體育活動事務委員會認可。

## 背景
凝皓教育挑戰盃之主隊為香港足球代表隊，客隊為曼徹斯特聯足球俱樂部。
此賽事屬於曼聯2024/25年度季末亞洲之旅中的香港站賽事，香港為第二站，亦是最後一站。前一站為馬來西亞吉隆坡，曼聯於當地對陣東南亞明星隊，並以0比1落敗。

值得一提的是，由於曼聯成績欠佳，於2024/25賽季未有於其他聯賽或比賽中「捧盃」，是次比賽告捷為曼聯於該賽季中首度捧盃，新聞媒體香港01於其社交媒體貼文中戲稱
「香港的曼聯球迷是全世界最幸運的，因為他們是今季唯一能親眼見證曼聯捧盃的球迷。」

（香港曼迷係全世界最幸運的，因為佢哋係今季唯一能親眼見證曼聯捧盃的球迷）

## 賽事紀錄
| 中國香港     | 1–3  | 曼聯                                                |
| ------------ | ---- | --------------------------------------------------- |
| - 祖連奴 19' | 報告 | - 奇多·奧比 50' · - 奇多·奧比 82' · - 艾登·海文 95' |